# 4-я Горно-Джумайская повстанческая оперативная зона
4-я Горно-Джумайская повстанческая оперативная зона (болг. Четвърта Горноджумайска въстаническа оперативна зона) — территориальная и организационная единица в составе Народно-освободительной повстанческой армии Болгарии во время Второй мировой войны.

## История
4-я Горно-Джумайская повстанческая оперативная зона в составе Народно-освободительной повстанческой армии Болгарии была образована в июле 1943 года Горно-Джумайской окружной организацией БРП (к). Зона была разделена на пять военно-оперативных районов: Разлогский, Горно-Джумайский, Свети-Врачский, Нееврокопский и Петричский. По указанию ЦК БРП (к) и Главного штаба НОВА был сформирован штаб в следующем составе:
- Командир повстанческой зоны: Никола Парапунов[болг.]
- Заместитель командира: Арсо Пандурский[болг.]
- Член штаба: Стойне Лисийский[болг.]

С марта 1944 года структура штаба повстанческой оперативной зоны выглядела следующим образом:
- Командир повстанческой зоны: Крум Радонов[болг.]
- Политический комиссар: Никола Рачев[болг.]
- Заместитель командира: Иван Тричков[болг.]
- Заместитель политического комиссара: Георгий Топалов[болг.]

## Структура
В составе 4-й Горно-Джумайской повстанческой оперативной зоны действовали пять партизанских отрядов:
- Горно-Джумайский партизанский отряд имени Николы Калыпчиева
- Партизанский отряд имени Николы Парапунова
- Партизанский отряд имени Яне Санданского
- Партизанский отряд имени Антона Попова
- Партизанский отряд имени Анешти Узунова

Также в составе зоны были разные боевые группы БКП. С конца августа 1944 года в ведении зоны частично находился Рило-Пиринский партизанский отряд.